# Distrito de Rožňava
El distrito de Rožňava (en eslovaco, Okres Rožňava) es un distrito de la región de Košice, Eslovaquia. Tiene una población estimada, en julio de 2024, de 58 406 habitantes.
Su superficie total es de 1173.34 km².
Su capital es la ciudad de Rožňava.

## Demografía
| Año        | 1994   | 2004    | 2014    | 2024    |
| ---------- | ------ | ------- | ------- | ------- |
| Población  | 61 292 | 61 902  | 62 877  | 58 305  |
| Diferencia |        | +0,99 % | +1,57 % | −7,27 % |

| Año        | 2023   | 2024    |
| ---------- | ------ | ------- |
| Población  | 58 422 | 58 305  |
| Diferencia |        | −0,20 % |

## Ciudades
- Dobšiná
- Rožňava (capital)[4]

## Municipios
- Ardovo
- Betliar
- Bohúňovo
- Bôrka
- Brdárka
- Bretka
- Brzotín
- Čierna Lehota
- Čoltovo
- Čučma
- Dedinky
- Dlhá Ves
- Drnava
- Gemerská Hôrka
- Gemerská Panica
- Gemerská Poloma
- Gočaltovo
- Gočovo
- Hanková
- Henckovce
- Honce
- Hrhov
- Hrušov
- Jablonov nad Turňou
- Jovice
- Kečovo
- Kobeliarovo
- Koceľovce
- Kováčová
- Krásnohorská Dlhá Lúka
- Krásnohorské Podhradie
- Kružná
- Kunova Teplica
- Lipovník
- Lúčka
- Markuška
- Meliata
- Nižná Slaná
- Ochtiná
- Pača
- Pašková
- Petrovo
- Plešivec
- Rakovnica
- Rejdová
- Rochovce
- Roštár
- Rozložná
- Rožňavské Bystré
- Rudná
- Silica
- Silická Brezová
- Silická Jablonica
- Slavec
- Slavoška
- Slavošovce
- Štítnik
- Stratená
- Vlachovo
- Vyšná Slaná[4]